# Demokratikus centralizmus
A demokratikus centralizmus olyan szervezeti működési és irányítási alapelv, mely célja szerint biztosítja, hogy a döntések az érintett tagság legszélesebb körének véleményét tükrözzék, egyúttal azok végrehajtásában a szervezet tagjai egységesen vegyenek részt. Alapjait Lenin Mi a teendő? című művében fektette le 1902-ben.
A demokratikus centralizmus az elméleti alapon vett működési alapelve a kommunista pártoknak, illetve a kommunista országok egész politikai intézményrendszerének, a kommunista diktatúrák gyakorlatában azonban szinte kizárólag a döntéshozatal hierarchikus jellege és azok egységes végrehajtása érvényesült, így az elv ott valójában a diktatórikus hatalomgyakorlás egyik eszköze.

## A demokratikus centralizmus főbb elemei
- A vezető testületek tagjait demokratikusan és titkosan, alulról felfelé választják meg.
- A testületek tagjai választóik által visszahívhatók tisztségükből
- A döntések demokratikus vitában, többségi alapon születnek
- A választott testületek rendszeres beszámolással tartoznak választóiknak
- A felsőbb testület döntései kötelezőek az alsóbb szervekre és a tagokra
- A meghozott döntéseket a kisebbség is köteles képviselni és végrehajtani, esetleges további ellenvélemény pedig csak a döntést hozó vagy a felsőbb fórumokon képviselhető

## A demokratikus centralizmus a szovjet alkotmányban
A Szovjetunió 1977-es alkotmánya (a 3. szakaszában) a következőképpen határozta meg a demokratikus centralizmust és szerepét az állami életben:

„A szovjet állam szervezete és működése a demokratikus centralizmus elvével összhangban épül fel: az államhatalom minden szervét alulról fölfelé választják és ezek a népnek alárendeltek, a felsőbb szervek döntései kötelezőek az alsóbbakra. A demokratikus centralizmus egyesíti az egységes vezetést a helyi szintek kezdeményezéseivel és alkotó tevékenységével, minden állami szerv és hivatalos személy felelős feladatellátásával.
”